# Molnár Endre (vízilabdázó)
Molnár Endre (Gyergyószentmiklós, 1945. július 23. –) olimpiai bajnok vízilabdázó, edző. 1949-ben  került családjával Magyarországra.

## Sportolóként
1960-tól a Budapesti Építők, 1966-tól a Budapesti Spartacus úszója és vízilabdázója volt. Kiemelkedő eredményeket vízilabdakapusként ért el. 1966 és 1980 között összesen száznyolcvankilenc alkalommal szerepelt a magyar válogatottban. Kapuvédőként része volt a magyar csapat valamennyi, ebben az időszakban elért eredményében, a nyári olimpiákon négy, a világbajnokságokon három és az Európa-bajnokságokon két érmet szerzett. Az aktív sportolást az 1980. évi olimpia után fejezte be.

### Sporteredményei
- olimpiai bajnok (1976, Montreal)
- olimpiai 2. helyezett (1972, München)
- kétszeres olimpiai 3. helyezett (1968, Mexikóváros; 1980, Moszkva)
- világbajnok (1973, Belgrád)
- világbajnoki 2. helyezett (1975, Cali; 1978, Nyugat-Berlin)
- kétszeres Európa-bajnok (1974, Bécs; 1977, Jönköping)
- Európa-bajnoki 5. helyezett (1966, Utrecht)

## Edzőként
Visszavonulása után a Budapesti Spartacus, majd 1983-tól a BVSC vezetőedzője volt, majd 1987-ben Kuvaitban vállalt edzői állást. 1990-ben hazatért és 1992-ig a Tungsram SC vezetőedzője volt.   
Edzőként 1985-ben, 1987-ben és 1992-ben magyar bajnokságot nyert. 1983-ban KEK-döntőbe jutott.
Ezt követően a vendéglátóiparban lett vállalkozó.
2008-ban a Magyar Vízilabda Szövetség elnökségi tagja lett.

## Díjai, elismerései
- Az év magyar vízilabdázója (1967, 1977, 1978, 1979, 1980)
- Kiváló Nevelő Munkáért (1992)
- Beválasztották az évszázad magyar vízilabda-válogatottjába (2000)
- Gyergyószentmiklós díszpolgára (2006)
- A Magyar Érdemrend tisztikeresztje (2020)
- A Nemzetközi Úszó Hírességek Csarnokának tagja (2025)[1]